# E·基德·博加特
埃文·博加特（英語：Evan Bogart，1978年1月23日—）是一位美国音乐执行人、电视制作人、音乐出版人和词曲作家。他是卡薩布蘭卡唱片创办人尼尔·博加特和音乐经理人乔伊斯·博加特－特劳布卢斯的儿子。博加特曾经提名三项格莱美奖，并从中获得一项。